# N.U.D.A.
N.U.D.A. (Nie udawajcie diabły aniołów) – pierwszy studyjny album zespołu Defekt Muzgó wydany w 1993 przez wytwórnię Melissa Productions. Materiał nagrano między czerwcem a sierpniem 1992 w studiu M. Jureckiego we Wrocławiu.

## Lista utworów
| Nr  | Tytuł utworu                            | Długość |
| --- | --------------------------------------- | ------- |
| 1.  | „Sympathy for Toy Dolls” (Defekt Muzgó) | 0:37    |
| 2.  | „Polityka” (Defekt Muzgó)               | 2:22    |
| 3.  | „Strach” (Defekt Muzgó)                 | 2:33    |
| 4.  | „Ambiwalencje” (H. Król)                | 2:24    |
| 5.  | „Obrachunek” (H. Król)                  | 2:44    |
| 6.  | „My Polacy” (Defekt Muzgó)              | 2:29    |
| 7.  | „Maskarada” (Defekt Muzgó)              | 4:16    |
| 8.  | „Brzemię” (H. Król)                     | 3:08    |
| 9.  | „Chciałbym Ci to dać” (Defekt Muzgó)    | 3:07    |
| 10. | „Uciekajmy” (H. Król)                   | 2:39    |
| 11. | „Wojna” (Defekt Muzgó)                  | 2:30    |
| 12. | „Nie to” (H. Król)                      | 2:05    |
| 13. | „Winien, nie winien” (H. Król)          | 2:46    |
| 14. | „Nuda” (Defekt Muzgó)                   | 2:23    |
| 15. | „Sympathy for Toy Dolls” (Defekt Muzgó) | 0:35    |
|     |                                         | 36:38   |

## Twórcy
- Tomasz „Sivy” Wojnar – śpiew, gitara
- Dariusz „Picek” Pacek – gitara basowa
- Krzysztof „Heban” Migdał – perkusja, śpiew

realizacja
- Grzegorz Piwkowski – mastering